# Unidos do Escailabe
GRCS Unidos do Escailabe é uma escola de samba de Recife, Pernambuco, que participa do Carnaval oficial da cidade, tendo desfilado no Grupo 2, equivalente a terceira divisão, em 2010, quando, ao apresentar um enredo em homenagem à Amazônia foi campeã, sendo promovida.

## Segmentos

### Presidentes
| Período        | Presidente                        | Ref. |
| -------------- | --------------------------------- | ---- |
| ?-?            | (antecessor)                      |      |
| ? - atualidade | Edilson Rodrigues de Souza (Gugu) |      |

## Carnavais
| Ano  | Colocação       | Grupo    | Enredo                                                                                  | Carnavalesco | Ref.  |
| ---- | --------------- | -------- | --------------------------------------------------------------------------------------- | ------------ | ----- |
| 2010 | Campeã          | 2        |                                                                                         |              |       |
| 2011 | Campeã          | 1        |                                                                                         |              | [ 3 ] |
| 2012 | 4º Lugar        | Especial | Mahura, a moça trabalhadeira                                                            |              |       |
| 2013 | 3º Lugar        | Especial | Sou da veneza brasileira, terra de belezas e fatos, com licença, eu sou Liberato        |              |       |
| 2014 | Desclassificada | Especial | Terra de Bravos Guerreiros, Pernambuco Imortal, Imortal! A Escailabe dá Olé no Carnaval |              | [ 4 ] |
| 2015 |                 |          | Caruaru, Uma História Alucinante de Cultura e Tradição                                  |              |       |
| 2016 | 2º Lugar        | 1        | Recordando Antigos Carnavais                                                            |              |       |